# Церковь Сурб Геворг (Тбилиси)
Церковь Сурб Геворг (арм. Սուրբ Գևորգ եկեղեցի, груз. სურბ გევორგის ეკლესია — Церковь Святого Георгия) — армянская церковь XIII века, расположенная в историческом районе Тбилиси — Кала.
Одна из старейших армянских церквей города. На настоящий момент является одной из двух действующих армянских церквей в Тбилиси и выполняет функции кафедрального собора Епархии Армянской Апостольской церкви в Грузии.

## История

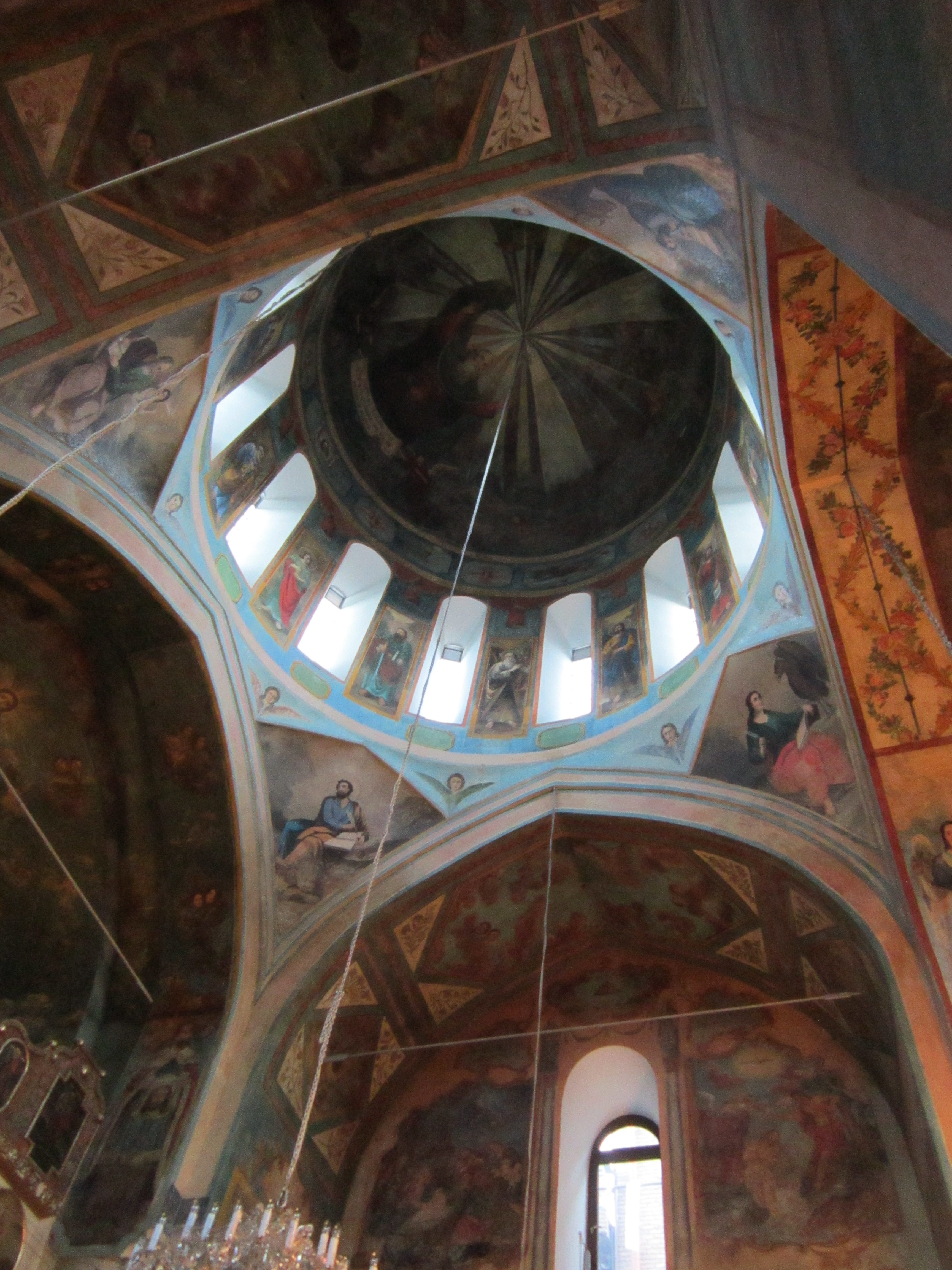
Интерьер церкви

Церковь находится на правом берегу Куры, под скалой, на которой расположилась городская цитадель — крепость Нарикала.
Была построена князем Умеком из города Карина (современный Эрзурум), который переселился в Тифлис в XIII веке.
В архитектурном плане церковь относится к типу широко распространённых в Армении с VII века купольных залов, где купол опирается на четыре мощных пристенных пилона. Купол церкви двенадцатигранный. В XV веке в восточной части церкви была надстроена колокольня с ротондой. Стены церкви почти полностью покрыты фресками, выполненными в разное время мастерами из династии Овнатанянов, Геворгом Башинджагяном, а также неизвестными художниками.
Раньше при церкви действовал скрипторий. Самая старая известная рукопись из его собрания — Евангелие, переписанное в 1304 году «рукою дьякона Хачатура, по заказу Мартироса, сына Аствацатура», как сообщает памятная запись рукописи.
На протяжении своей истории церковь неоднократно подвергалась разорениям, однако впоследствии всегда восстанавливалась.
Известно, что в начале XVII века, после нашествия Шах-Аббаса, церковь и окружающие её кварталы оказались в руках персов. Долгие годы церковь пребывала в запустении. В 1770-е годы царь Грузии Ираклий II возвращает церковь армянам города. В 1795 году, во время нашествия на город Ага-Мухаммед-хана, церковь была разграблена и сожжена изнутри, но внешний её вид не пострадал.
Последняя реставрация церкви была осуществлена 2012—2015 годах, международной командой специалистов из Грузии, Армении и Италии в рамках программы фонда IDeA. Основные средства на реставрацию были пожертвованы Рубеном Варданяном, Альбертом Авдоляном, Сергеем Саркисовым, Русудан Махашвили, Данилом Хачатуровым и бывшим премьер-министром Грузии Бидзиной Иванишвили. В ходе реставрации было устранено позднее внешнее оштукатуривание и восстановлен первоначальный облик церкви. Среди прочего, в ходе реставрации были открыты неизвестные до этого слои фресок.
В рамках реставрационного проекта снято два фильма. Первый фильм представляет летопись собора, жизнь и роль тифлисских армян в истории города, а также важность восстановления собора. Этот фильм привлёк новых благотворителей к восстановлению одного из древних храмов города. Вторая работа повествует о работе, проделанной за три года, и дальнейших планах.

## Известные захоронения

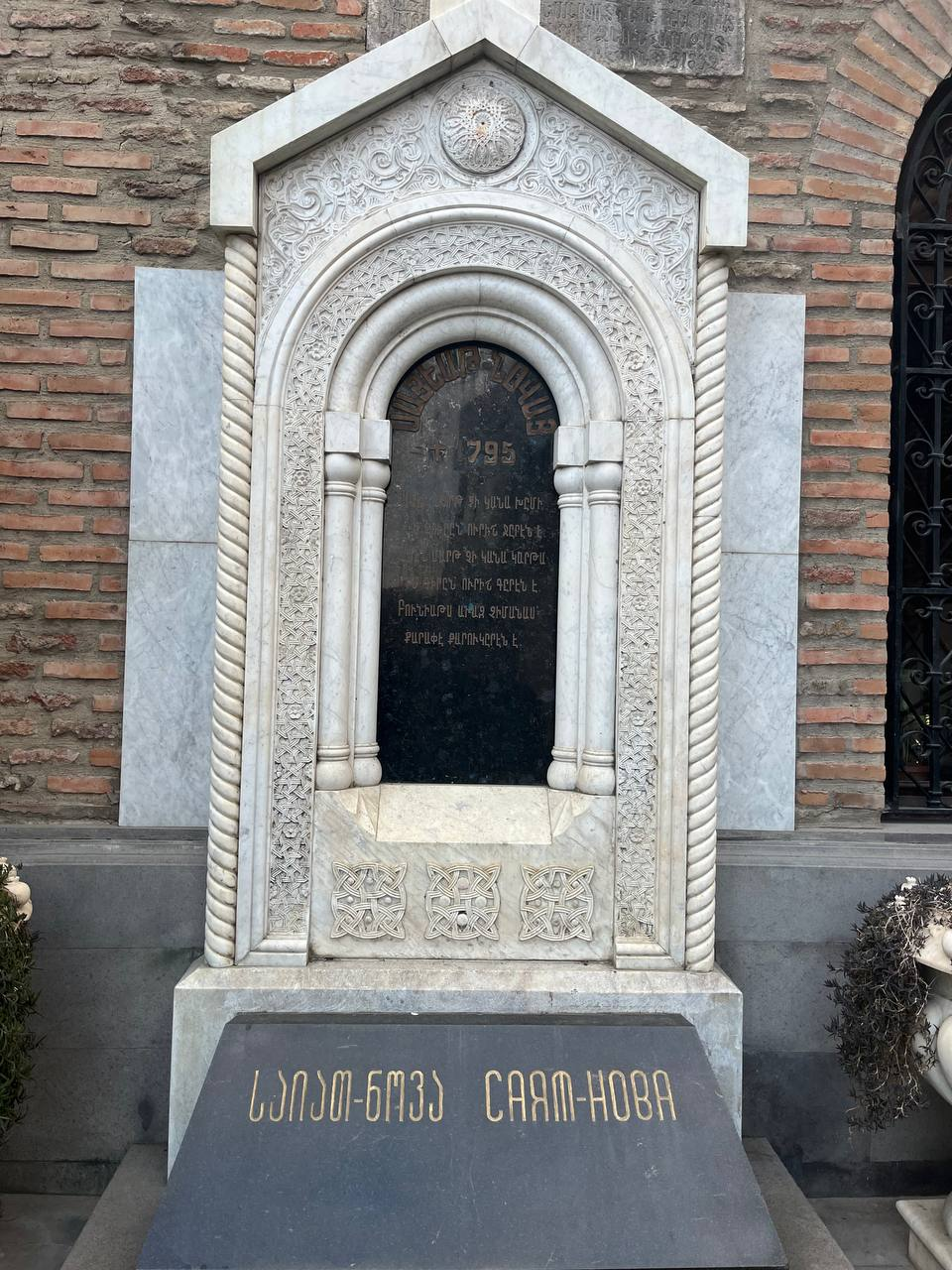
Могила Саят-Новы у стен церкви

У церкви находятся захоронения многих выдающихся армян и священнослужителей Армянской Апостольской церкви.
- У северной стены церкви похоронен злодейски убитый у церкви выдающийся армянский ашуг и поэт Саят-Нова (1722—1795)[5].
- В 1925 году здесь был похоронен художник Геворг Башинджагян (1857—1925).

В 1957 году сюда, из ранее разрушенного Ванкского собора, были перенесены останки знаменитых военачальников русской армии:
- Графа Михаила Лорис-Меликова (1825—1888)
- Ованеса (Ивана) Лазарева (1820—1879)
- Аршака Тер-Гукасова (1819—1881)
- Бебута Шелковникова (1837—1878)

Также из Ванкского собора был перенесен прах Габриэла Айвазовского (1812—1880), который в конце своей жизни жил в Тбилиси и какое-то время возглавлял грузино-имеретинскую епархию Армянской Апостольской церкви.

## Галерея

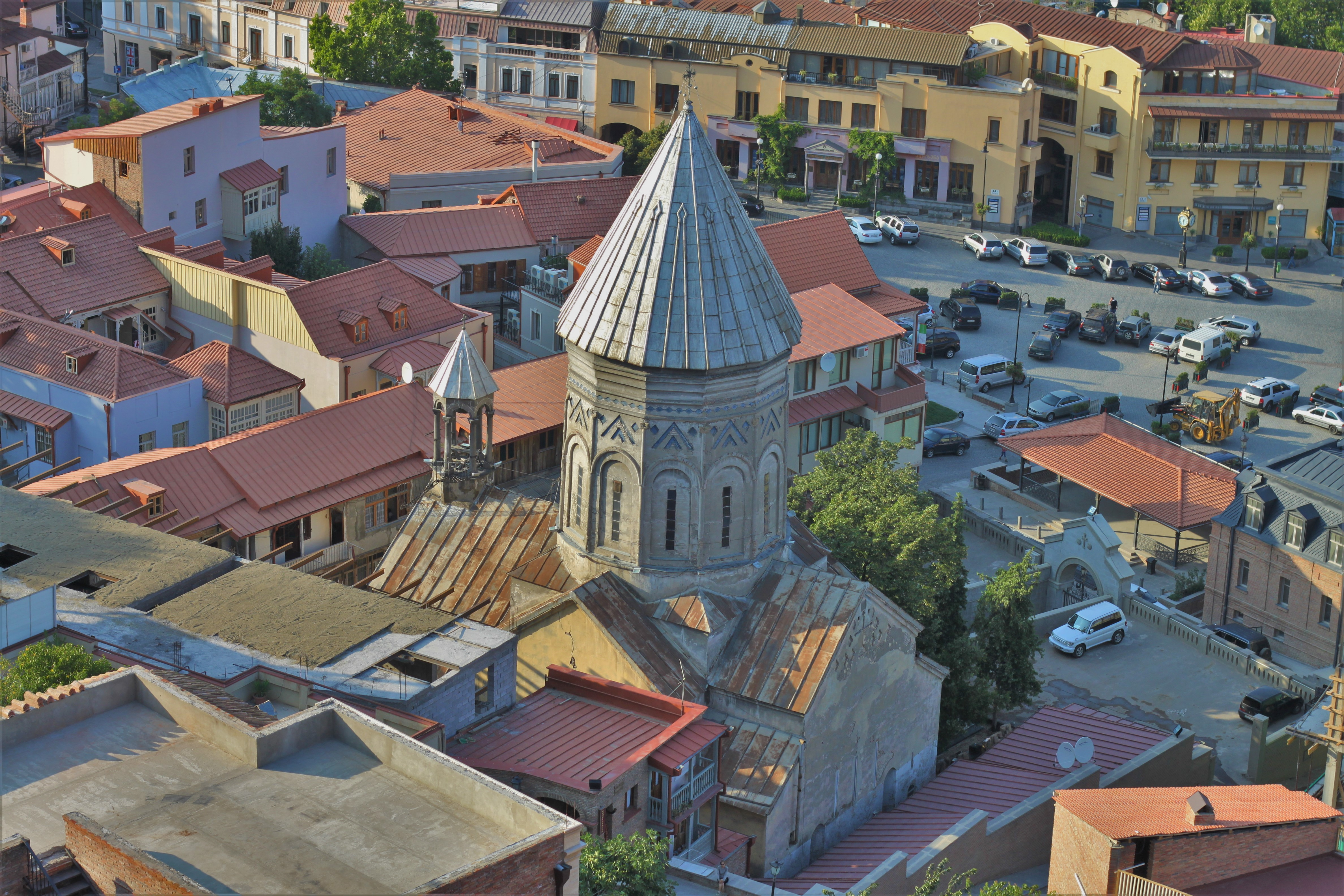
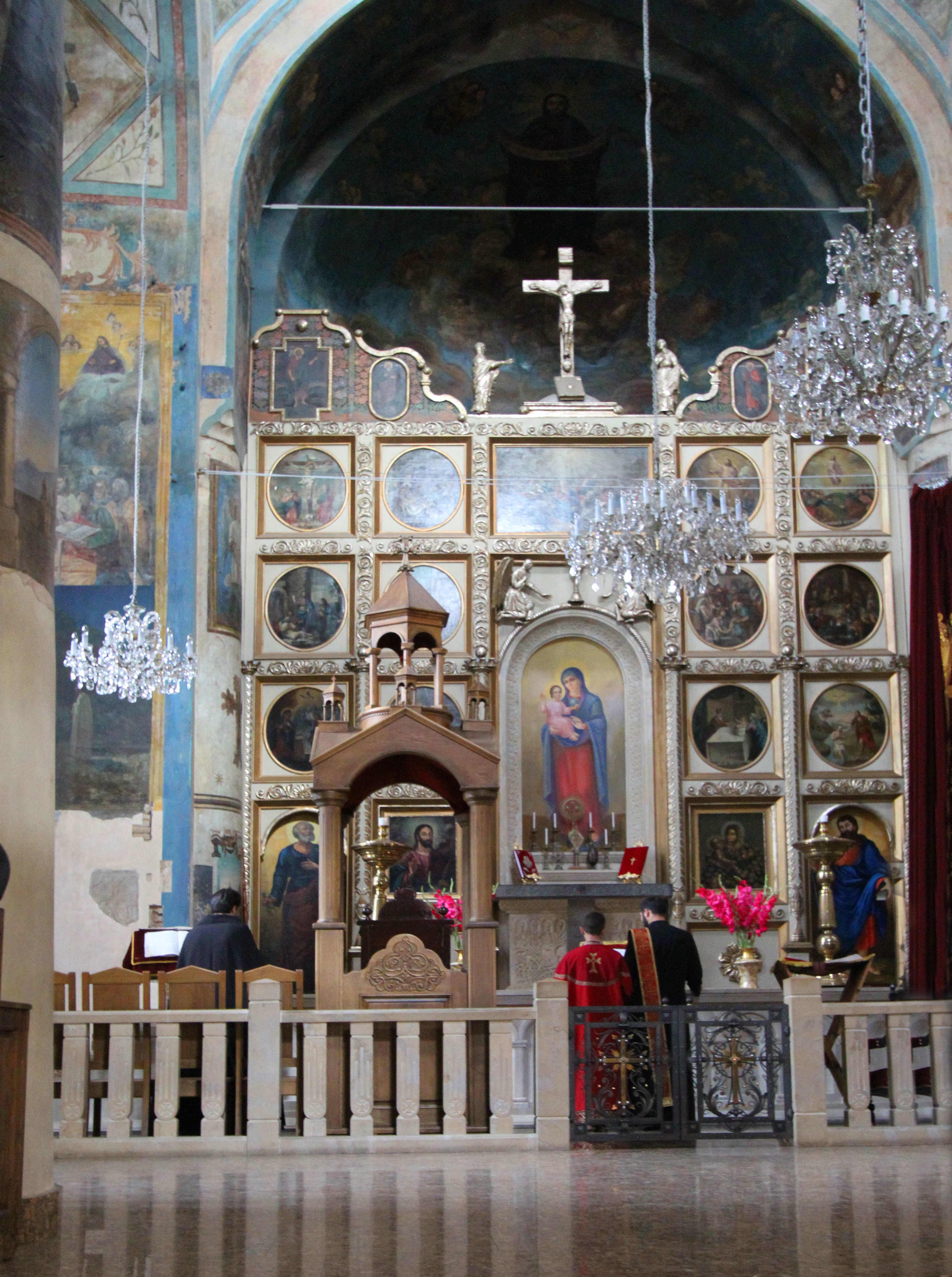
Иконостас
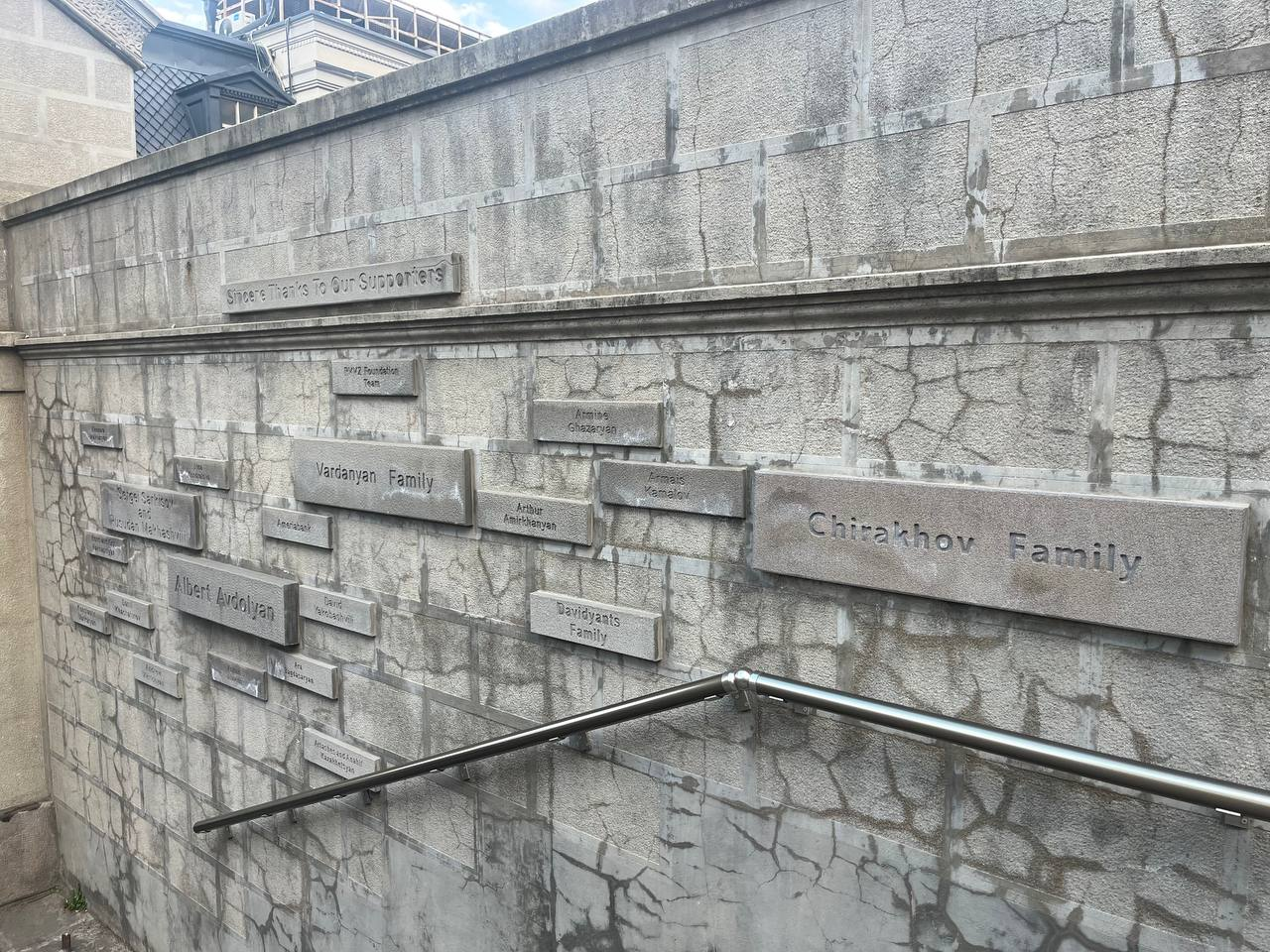
Меценаты поддержавшие реконструкцию храма